# Chirothecia cruciata
Chirothecia cruciata är en spindelart som beskrevs av Cândido Firmino de Mello-Leitão 1917. 
Chirothecia cruciata ingår i släktet Chirothecia och familjen hoppspindlar. Inga underarter finns listade i Catalogue of Life.